# Rzeczyca Ziemiańska
Rzeczyca Ziemiańska (prononciation : [ʐɛˈt͡ʂɨt͡sa ʑɛˈmjaɲska]) est un village polonais de la gmina de Trzydnik Duży dans le powiat de Kraśnik de la voïvodie de Lublin dans l'est de la Pologne.
Il se situe à environ 4 kilomètres au sud-est de Trzydnik Duży (siège de la gmina), 8 kilomètres au sud de Kraśnik (siège du powiat) et 52 kilomètres au sud-ouest de Lublin (capitale de la voïvodie).
Le village comptait approximativement une population de 1 000 habitants en 2006.

## Histoire
De 1975 à 1998, le village est attaché administrativement à la voïvodie de Tarnobrzeg.

Depuis 1999, il fait partie de la voïvodie de Lublin.